# 요제프바로시
부다페스트 8구(헝가리어: Budapest VIII. kerülete), 요제프바로시(헝가리어: Józsefváros)는 헝가리 부다페스트를 구성하는 23개의 구 중 하나다.